# Sent Martin de Hins
Sent Martin de Hins (en francès Saint-Martin-de-Hinx) és un municipi francès situat al departament de les Landes i a la regió de la Nova Aquitània.

## Demografia
| 1962                                       | 1968 | 1975 | 1982 | 1990 | 1999  | 2007  |
| ------------------------------------------ | ---- | ---- | ---- | ---- | ----- | ----- |
| 827                                        | 715  | 748  | 837  | 938  | 1.101 | 1.129 |
| Des de 1962: població sense dobles comptes |      |      |      |      |       |       |

## Administració
| Període   | Identitat          | Partit |
| --------- | ------------------ | ------ |
| 2001-2008 | Jean-Marc Sabarots |        |
| 2008-     | Alain Lavielle     |        |

## Agermanaments
- San Martín de Unx